# Fritz Ruch (Botaniker)
Fritz Ruch (* 27. Juli 1920 in Engi; † 1. Mai 2006 in Bassersdorf; heimatberechtigt in Mitlödi) war ein Schweizer Botaniker und Professor an der ETH Zürich.

## Leben
Fritz Ruch studierte von 1940 bis zum Frühjahr 1945 an der Naturwissenschaftlichen Abteilung der ETH Zürich. Er schloss das Studium mit dem Diplom als Naturwissenschaftler in botanisch-zoologischer Richtung ab. Anschliessend arbeitete als Assistent am Pflanzenphysiologischen Institut der ETH unter der Leitung von Albert Frey-Wyssling, bei dem er 1949 promovierte. Er war ab 1952 an der ETH Zürich als Privatdozent für Zytologie und zytologische Untersuchungsmethoden tätig. In Anerkennung seiner Verdienste wurde ihm 1957 der Titel eines Professors verliehen. Ab 1960 war er ausserordentlicher Professor für allgemeine Botanik, insbesondere Zytologie, und 1966 wurde er zum ordentlichen Professor für botanische Zytologie und Histologie befördert. Während mehrerer Jahre stand er dem Institut für Allgemeine Botanik der ETH Zürich vor.

## Forschung
Sein Spezialgebiet in der Forschung waren lichtmikroskopische Methoden. In enger Zusammenarbeit mit der Industrie entwickelte er unter anderem den Mikrospektrografen und das Zytofluorometer. Er interessierte sich für die Hochschulpädagogik und engagierte sich für eine optimale Betreuung. Mit viel Hingabe gab er sein enormes Fachwissen in Lichtmikroskopie, Pflanzenanatomie und Zytochemie weiter und weckte dabei auch die Freude an der Ästhetik seines Faches.

## Publikationen (Auswahl)
- Über den Schraubenbau der meiotischen Chromosomen. Diss. Naturwiss. ETH Zürich, Nr. 1719, 1949. doi:10.3929/ethz-a-000092412.